# Aphyosemion bivittatum
Aphyosemion bivittatum (Cá đuôi đàn lia hai sọc) là một loài cá nước ngọt thuộc họ Nothobranchiidae. Nó được tìm thấy ở những con sông ở đông nam Nigeria và Tây Nam Cameroon.

## Diện mạo
A. bivittatum có một cơ thể màu sắc rực rỡ kéo dài với hai sọc đen chạy dọc theo mỗi bên. Con đực có chiều dài cơ thể tối đa khoảng 5 cm. Nó có 10-13 gai ở vây lưng và 12-15 ở vây hậu môn của nó.

## Tập tính
Các cá thể loài thường được tìm thấy trong các vùng có nồng độ calci trong hơi nước hơi cao ở những khu rừng nhiệt đới ven biển phía đông nam Nigeria và tây nam Cameroon. Chúng thường sống trên mặt nước, và thích hợp với môi trường nước có độ pH 6-6,5 và nhiệt độ từ 22 đến 24oC.
A. bivittatum chỉ mới được phát hiện sinh sống trong 5 khu vực, và dự đoán chúng không phổ biến nhiều hơn 10 vùng. Điều này cùng với những mối đe dọa đến môi trường sống của chúng chẳng hạn như nạn phá rừng, cho nên chúng được phân loại là loài dễ bị tổn thương.